# Parque Estadual Charapucu
O Parque Estadual Charapucu é uma unidade de conservação à nível estadual de Proteção Integral brasileira, situado no município paraense de Afuá no Arquipélago do Marajó, no Estado do Pará, com uma área de aproximadamente 65 mil hectares. Gerenciado pela Secretaria de Estado de Meio Ambiente do Pará (SEMA-PA)
O parque é formado por ambientes naturais de várzea e igapó. Podem ser encontrados na área espécies da fauna, como: onça pintada, peixe boi e, urubu rei.
O acesso ã área pode ser via dois municípios nortistas: Afuá ou Macapá (Amapá) levando cerca de duas a seis horas de voadeira para visitar diferentes áreas do Parque Estadual.